# Diane Glancy
(Helen) Diane Glancy est une poétesse, autrice et dramaturge américaine d'origine Cherokee.

## Biographie
Diane Glancy est née le 18 mars 1941 à Kansas City d'un père descendant de Cherokee et d'une mère germano-britannique,. Pendant sa jeunesse, elle se pose des questions quant à son identité, notamment sur les différences de modes de vie entre les Indiens, dont elle est descendante et les modèles éducatifs autour desquels elle grandit. Diane Glancy décide de reconquérir son identité de descendante Cherokee, notamment via l'expression poétique. Elle obtient un baccalauréat ès arts (littérature anglaise) de l'université du Missouri à Columbia en 1964, puis poursuit ses études à l'université du Centre de l'Oklahoma, où elle obtient un master d'anglais en 1983. En 1988, elle obtient un master en beaux-arts de l'université de l'Iowa.
Diane Glancy est professeure d'anglais et enseigne depuis 1989 au Macalester College de Saint-Paul, dans le Minnesota. Elle y dispense un cours de littérature amérindienne et un cours d'écriture créative. L’œuvre littéraire et poétique de Diane Glancy a été reconnue par l'université d'État du Michigan, au travers des Michigan Writers’ Series, conférences sur les œuvres d'auteurs originaires du Michigan.

## Récompenses
Diane Glancy a reçu de nombreux prix :
- American Book Award ;
- Prix Pushcart ;
- Prix Capricorne de la poésie ;
- Prix de prose native américaine ;
- Prix Charles Nilon Fiction ;
- Prix de dramaturgie des Cinq Tribus Civilisées
- Prix de la prose des Indiens d'Amérique Du Nord ;
- Prix du livre de la Poésie du Minnesota ;
- Prix du livre d'Oklahoma ;
- Écrivain de l'année pour les scénarios (2003-2004) ;
- Prix Juniper de poésie[5] ;
- Medal of Honor.

## Œuvre

### Nouvelles et prose
- Pushing the Bear: After the Trail of Tears, U Oklahoma Press: Norman (2009)
- Stone Heart: A Novel of Sacajawea, Overlook Press (2003)
- The Cold-and-Hunger Dance, U Nebraska Press (2002)
- Designs of the Night Sky, U Nebraska Press (2002)
- The Mask Maker: A Novel, U Oklahoma Press (2002)
- The Man Who Heard the Land, Minnesota Historical Society Press (2001)
- David: Taken from the New International Version of the Bible, IBS Publishing (2000)
- Fuller Man, Moyer Bell Ltd. (1999)
- The Voice that was in Travel, U Oklahoma Press (1999)
- Flutie, Moyer Bell (1998)
- Pushing the Bear, Harcourt Brace (1996)
- The Closets of Heaven, Chax Press (1996)
- Monkey Secret, TriQuarterly Books (1995)
- The West Pole, Minnesota Center for Book Arts (1994)
- Claiming Breath, U Nebraska Press (1992)
- Trigger Dance, Fiction Collective Two (1990)
- The Man Who Owns a Buffalo Trap, Central States University (1983)
- The Woolslayer, Hadassah Press (1982)
- Drystalks of the Moon, Hadassah Press (1981)
- Traveling On, MyrtleWood Press (1980)

### Poésie
- Primer of the Obsolete, U Massachusetts Press (2004)
- The Shadow’s Horse, U Arizona Press (2003)
- In-Between Places, U. Arizona Press (2001)
- The Stones for a Pillow, National Federation of State Poetry Societies Press (2001)
- The Relief of America, Tia Chucha Press (2000)
- (Ado)Ration, Chax Press (1999)
- The Closets of Heaven, Chax Press (1999)
- Fuller Man, Moyer Bell Ltd. (1999)
- Asylum in the Grasslands, Moyer Bell (1998)
- Boom Town, Black Hat Press (1997)
- Two Worlds Walking, New Rivers Press (1996)
- Coyote’s Quodlibet, Chax Press (1995)
- Monkey Secret, TriQuarterly Books. (1995)
- The West Pole, Minnesota Center For Book Arts (1997)
- The Only Piece of Furniture in the House, Moyer Bell (1996)
- Red Moon Walking Woman, Just Buffalo Literary Center (1995)
- Lone Dog’s Winter Count, West End Press (1991)
- Trigger Dance, Fictional Collective Two/Black Ice Books. (1991)
- Iron Woman, New Rivers Press (1990)
- Offering: Poetry and Prose, Holy Cow! Press (1988)
- One Age in a Dream, Milkweed Editions (1986)
- Brown Wolf Leaves the Res, Blue Cloud Quarterly (1984)
- House on Terwilliger. House on Twenty-Fourth Street, Hadassah Press (1982)
- Red Deer, MyrtleWood Press (1982)
- What do People do West of the Mississippi?, MyrtleWood Press (1982)
- The Way I Like to See a Softball Mitt, Hadassah Press (1981)

### Pièces de théâtre
- The Woman Who Was a Red Deer Dressed for the Deer Dance (1995)
- The Best Fancy Dancer the Pushmataha Pow Wow's Ever Seen (1996)
- War Cries: A Collection of Plays, Holy Cow Press (1997)
- American Gypsy: Six Native American Plays, U Oklahoma Press (2002)
- Cargo, Alexander Street Press (2006)
- The Collector of a Three-Cornered Stamp, Alexander Street Press (2006)
- The Conversion of Inversion, Alexander Street Press (2006)
- The Distant Cry of Betelgeuse,  Alexander Street Press (2006)
- Man Red, Alexander Street Press (2006)
- The Words of My Roaring,Alexander Street Press (2006)